# Берёза (древесина)
Берёза — древесина, получаемая из деревьев двух видов рода Берёза (лат. Betula), Берёзы повислой (лат. Betula pendula) и Берёзы пушистой (лат. Betula pubescens). Встречающиеся также в Центральной Европе Берёза низкая (лат. Betula humilis) и Берёза карликовая (лат. Betula nana) не имеют никакого хозяйственного значения из-за своих незначительных размеров.
Оба вида нетребовательны к почвам, Берёза повислая растёт даже на самых бедных и сухих почвах, за что её иногда называют песчаной берёзой. Берёза пушистая может расти также на очень кислых и заболоченных почвах и на болотах. Это деревья средних размеров, достигающие высоты от 20 до 30 метров и диаметра ствола от 50 до 70 сантиметров, изредка до метра. Достигает возраста 100—120 лет, рост в высоту прекращается примерно в 60 лет.
В Германии берёзы редко используются для получения рабочей древесины, однако в скандинавских и прибалтийских странах, а также в России это дерево играет важную экономическую роль. Берёзу обычно перерабатывают в шпон и фанеру. Цельная древесина и фанера применяются для изготовления мебели. В качестве дров берёза используется в малых количествах и преимущественно в домашнем отоплении.
Стандарт DIN 4076 устанавливает для этой древесины в качестве обозначения сокращение «BI».

## Оптические свойства древесины
Берёзы относятся к безъядровым породам, то есть к породам у которых заболонь и ядровая древесина имеют одинаковый цвет. Древесина светлая, желтовато-белая, розоватая до светло-коричневой, обладает легким шелковистым блеском. Старые деревья могут образовывать ложное ядро желтовато-красного или коричневого цвета. Годичные кольца явственно выражены узкими полосами позднего прироста. Волокна редкие, небольшие или средних размеров, с рассеянными порами. Для берёзовой древесины характерны красновато-коричневые пятна.
Берёза повислая имеет две особенности роста, которые считаются особенно ценными:
- Свилеватое строение древесины, создающее в ней красивую игру переливающегося света. Такое строение древесины генетически обусловлено и при вегетативном размножении или скрещивании может быть воспроизведено в новых поколениях деревьев.
- Рисунок из коричневых точек и полосок, образующийся из-за включений коры в древесину, вызываемый вирусной инфекцией.[3]

## Физические свойства
Плотность древесины берёзы составляет около 650 кг/м³ (при относительной влажности древесины 12—15 %), таким образом древесина берёзы занимает место между среднетяжёлыми и тяжёлыми сортами, при относительной мягкости (поэтому её порой причисляют к мягколиственным породам, таким как древесина тополя или липы, однако древесина берёзы обладает средней твёрдостью). Эластичная и вязкая, древесина берёзы имеет среднюю прочность на сгиб, трудно раскалывается.
Берёза относительно хорошо обрабатывается ручным инструментом или с помощью станков: её можно строгать, фрезеровать; из неё можно изготавливать токарные или резные детали; хорошо поддаётся гнутью, трудно раскалывается. Хорошо удерживает крепёж (гвозди, шурупы) и склеивается.
При повышенной влажности, без специальной защиты, древесина берёзы легко поражается грибами и быстро загнивает.
Свойства древесины Берёзы повислой и Берёзы пушистой очень схожи. У Берёзы пушистой древесина несколько более тонковолокнистая, тяжелее и вязче.

## Применение

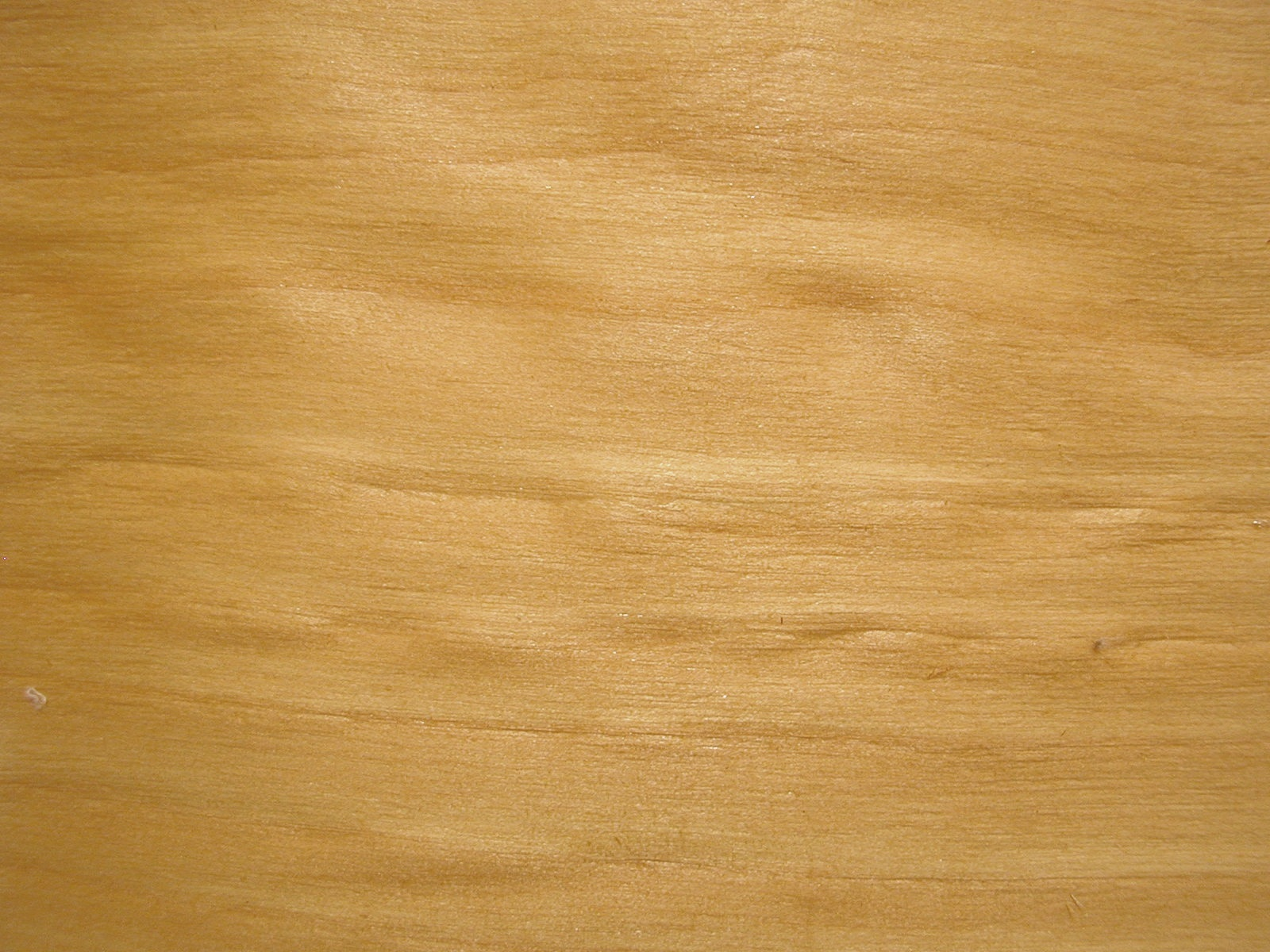
Шпон березовый строганный, промасленный, нешлифованный

Берёза поступает на рынок в виде «кругляка», пиломатериалов, как строганый или лущёный шпон и как фанера. В Германии эта древесина не находит значительного использования в качестве рабочей по сравнению с другими породами древесины, в отличие от России, прибалтийских и скандинавских стран, в Финляндии, например, значение этой древесины сравнимо со значением древесины бука в Германии. Берёзу в основном перерабатывают в лущёный шпон и фанеру, также применяют в виде цельной древесины и строганого шпона для изготовления мебели. Наряду с ровноволокнистой разновидностью особенно охотно используют для мебели шпон с волнистым или узорчатым рисунком. Такими сортами этой древесины можно имитировать более ценные виды древесины, такие как орех, вишня или махагони. Берёза применяется также для изготовления паркета.
Берёзу охотно используют для токарных работ и для резьбы по дереву. Из неё делают спортивные копья и диски. При изготовлении музыкальных инструментов из неё делают держатели молоточков пианино и корпуса гитар. Берёзовая древесина используется в процессе рафинирования меди на фазе восстановления. Так как она не имеет запаха, из неё делают бочки для пищевых продуктов, например для хранения сельди. Из берёзы получают высококачественную целлюлозу, которая перерабатывается затем в бумагу, картон и для получения химических волокон.
Раньше берёза применялась чаще, например при изготовлении колёс, в строительстве вагонов и автомобилей, для изготовления рукоятей топоров и кувалд. Во время Второй мировой войны из берёзы делали лёгкие детали самолётов. Из берёзы делали лыжи и полозья. Деревянные катушки для ниток изготавливались только из берёзы. Кроме того, из берёзы делали ручки инструментов, прищепки, спички, деревянную обувь. В немецких студенческих общинах, буршеншафтах любили т. н. «биркенмайеры», пивные кружки из берёзы, на внешней стороне которых оставалась берёста. Из берёзы делали приклады автоматов Калашникова АК, АКМ и АК74.
Древесина берёзы — это отличные дрова, особенно любимые в качестве топлива для каминов. С теплотворной способностью 1900 кВт•ч/м³ она хорошо горит. Из-за высокой плотности её рекомендуется сушить около 1,5 лет. Сухие берёзовые дрова относительно быстро горят красивым голубоватым пламенем. Так как они почти не искрят и выделяют приятный запах из-за содержащихся в древесине берёзы эфирных масел, они также очень хороши для открытого камина. Берёста используется при розжиге.